# Museu Oscar Niemeyer
El Museu Oscar Niemeyer (també conegut amb les sigles MON) és un museu d'art que està localitzat en la ciutat brasilera de Curitiba, capital de l'estat del Paranà.
El complex té dos edificis, situats en una àrea de 35.000 m² (dels quals, un poc més de la meitat són dedicats a l'àrea d'exposicions). El primer edifici va ser projectat per Oscar Niemeyer el 1967, fidel a l'estil de l'època, concebut com un instituto de educação. El vestíbul de l'edifici té una llum de 65 metres, la segona més ampla del país. Va ser reformat i adaptat a la funció de museu, motiu pel qual Niemeyer va projectar l'annex, imprimint-li una nova identitat visual. Aquesta nova construcció té una forma que recorda un ull, motiu pel qual també se'l coneix amb el sobrenom de Museu do Olho.
El museu va ser inaugurat el dia 22 de novembre de 2002 amb el nom de Novo Museu, però amb l'estrena de l'annex el 8 de juliol de 2003, va guanyar la seva actual denominació. Acull obres d'artistes consagrats, com Tarsila do Amaral, Candido Portinari, Andy Warhol, Di Cavalcanti o Francisco Brennand.
El museu té com a focus les arts visuals, l'arquitectura i el disseny. Per la seva grandiositat, bellesa i per la importància del seu fons, es tracta d'una institució cultural d'art contemporani de projecció internacional. L'any 2019 va establir el seu rècord de visitants, amb 377.700 persones. Aquell mateix any, el MON va ser guardonat amb el Premi Darcy Ribeiro pel seu programa per apropar l'art a la gent gran.

## Galeria

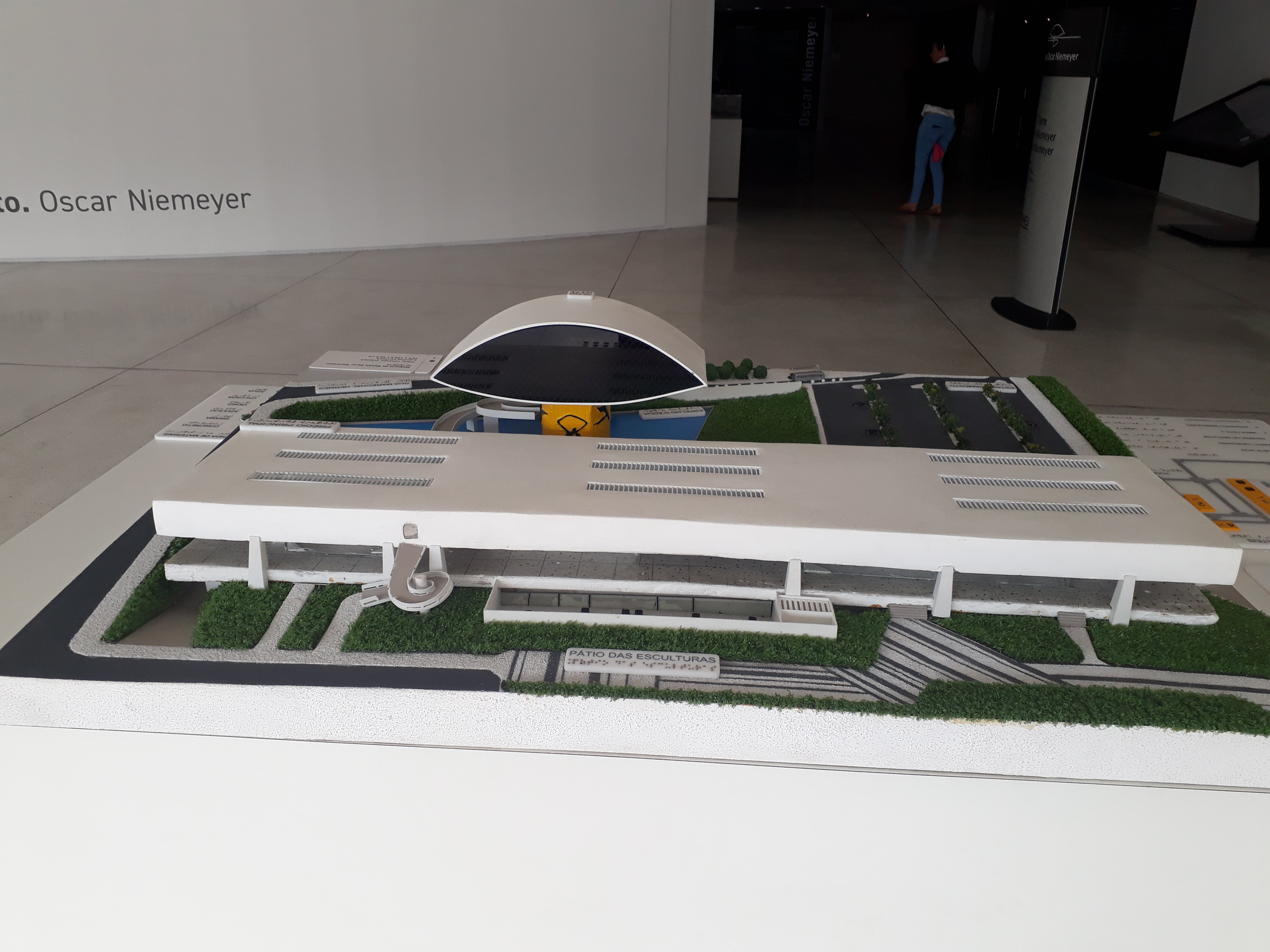
Maqueta dels dos edificis.
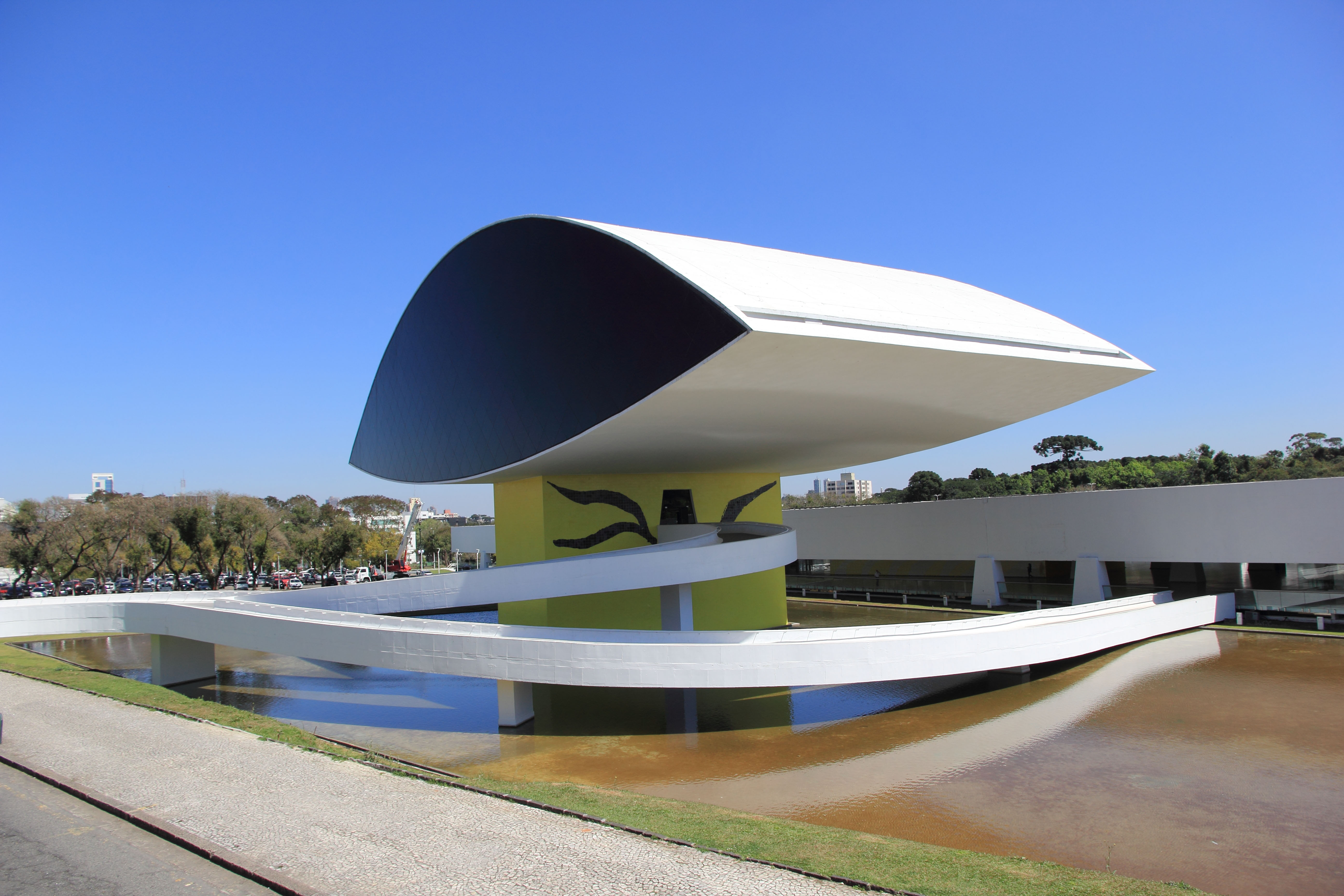
L'Olho.
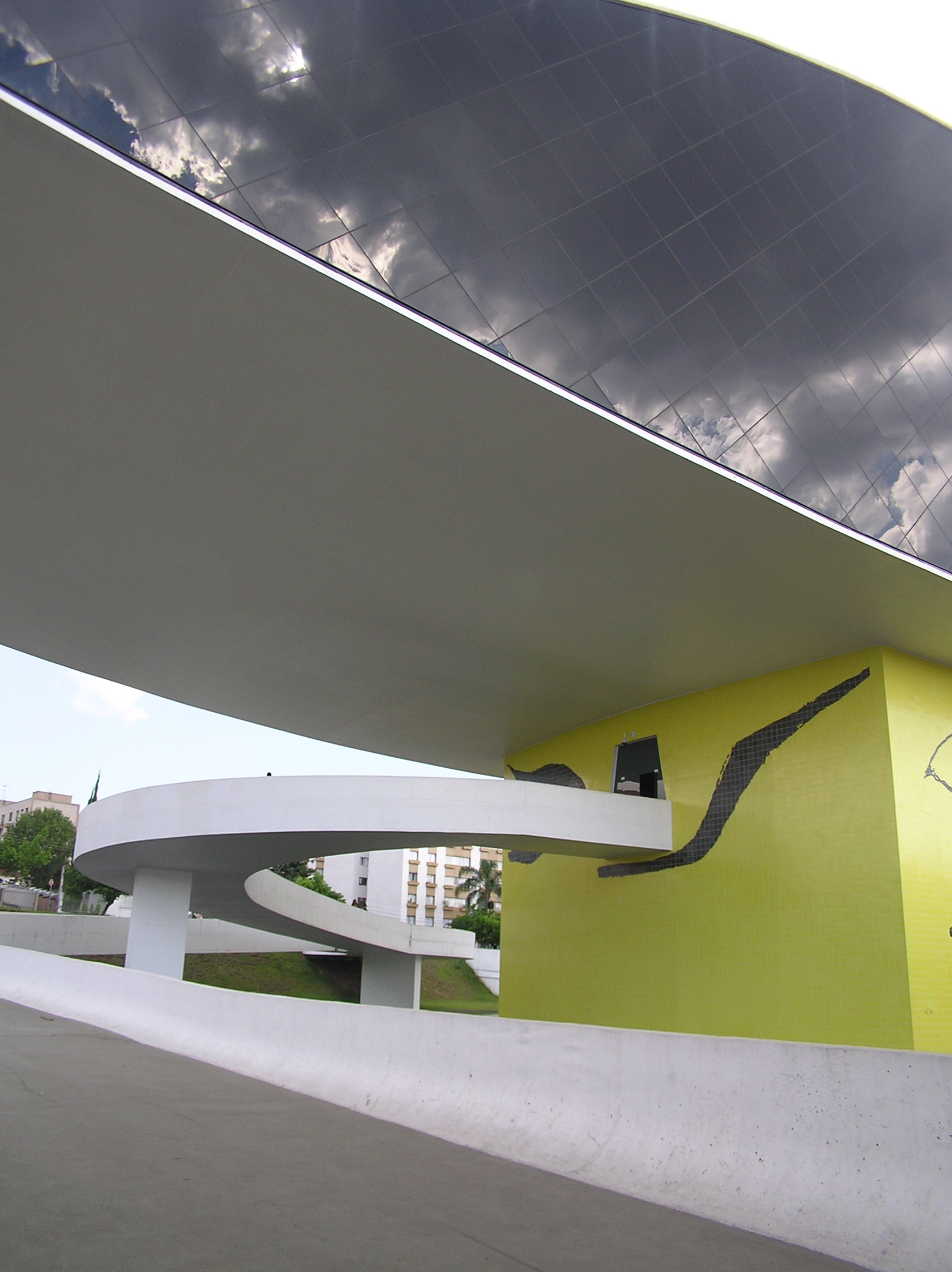
Rampa d'accés a l'ull.
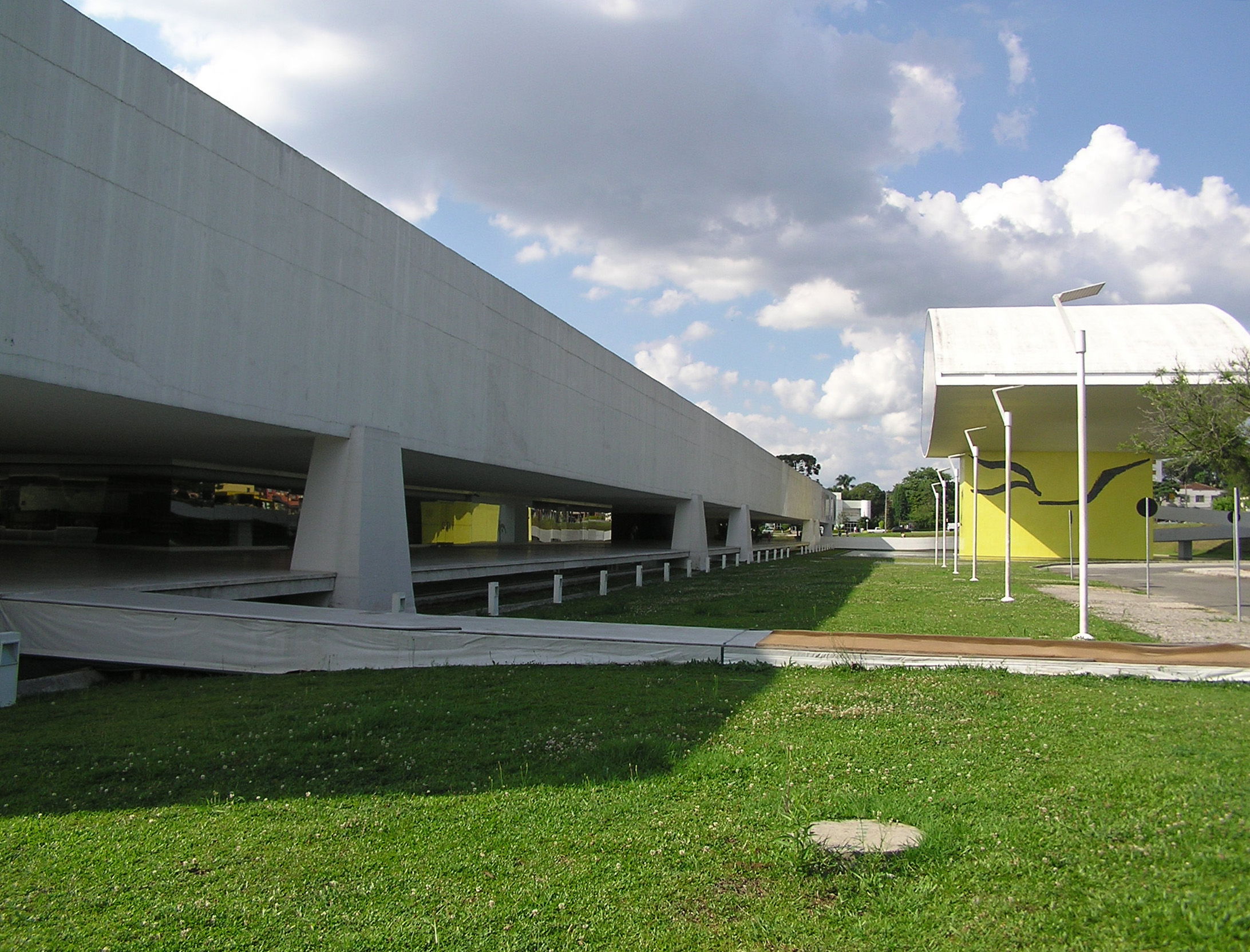
Edifici 1.
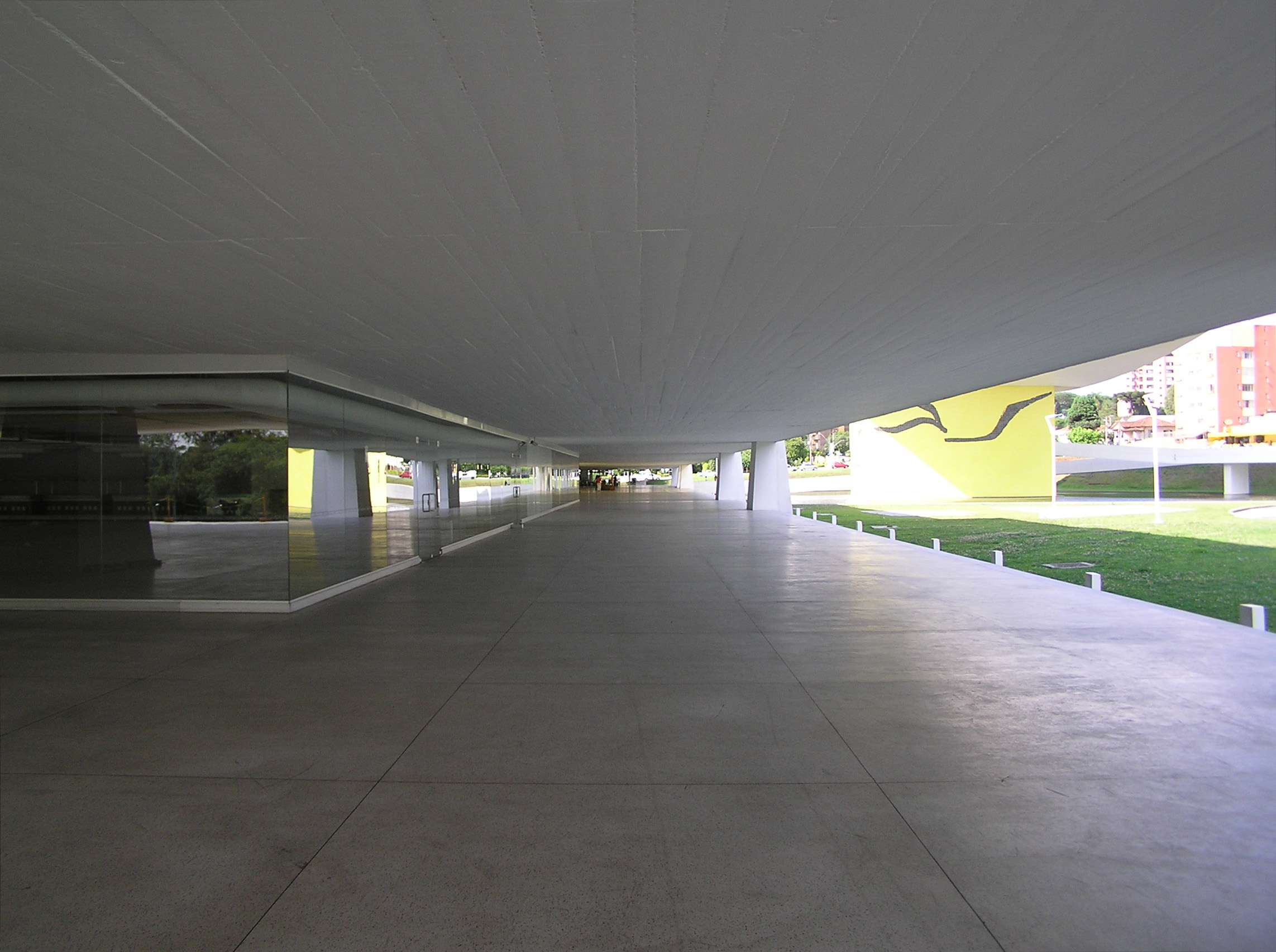
Vestíbul de l'edifici 1.
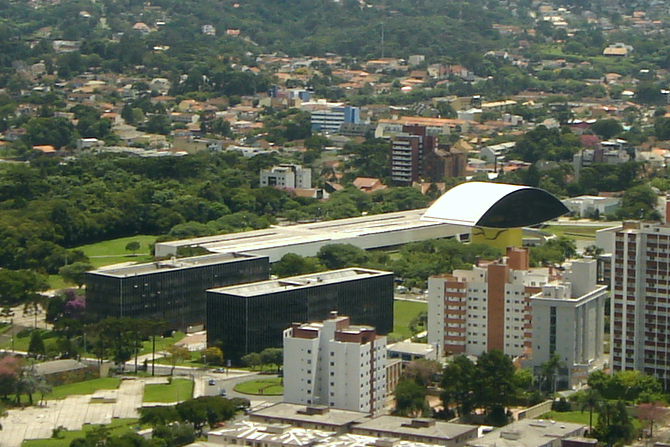
Vista aèria.